# 薄膜光学
薄膜光学（はくまくこうがく）は、光学の一部門であり、薄膜がどのような光学特性を示すか、また、任意の光学特性を示す薄膜をどのように設計・製作するかを取り扱う。これにより作製される薄膜を 光学薄膜 あるいは光学コーティングという。
薄膜光学の対象となるのは、厚さが可視光の波長（およそ400nm～700nm）程度あるいはそれ以下の薄膜である。そのような薄膜、およびそのような薄膜を複数層重ねた膜は、空気・薄膜・基板材料の屈折率の違いによる光波の干渉効果のために、元の材料とは異なる特異な光学特性を示すことがある。例えば、光の反射率、透過率、それらの波長依存性などが変わる。例えば、シャボン玉や、水面上の油膜で、虹のような色が見えるのは、光学薄膜としての効果による。
光学薄膜の中で特に重要なのは、誘電体多層膜といわれるものである。これは、複数の透明誘電体材料の薄膜を数層から数十層積層したものである（材料としては、MgF2、CaF2などのフッ化物、SiO2、TiO2などの酸化物などがある）。材料の組み合わせや膜厚、層数を制御することにより、さまざまな光学特性を持たせることができる。これによって、レンズなどの表面における反射を減らす膜（減反射コーティング）や、光を波長によって分ける鏡（ダイクロイックミラー）などが作製されている。